# 吉田安志

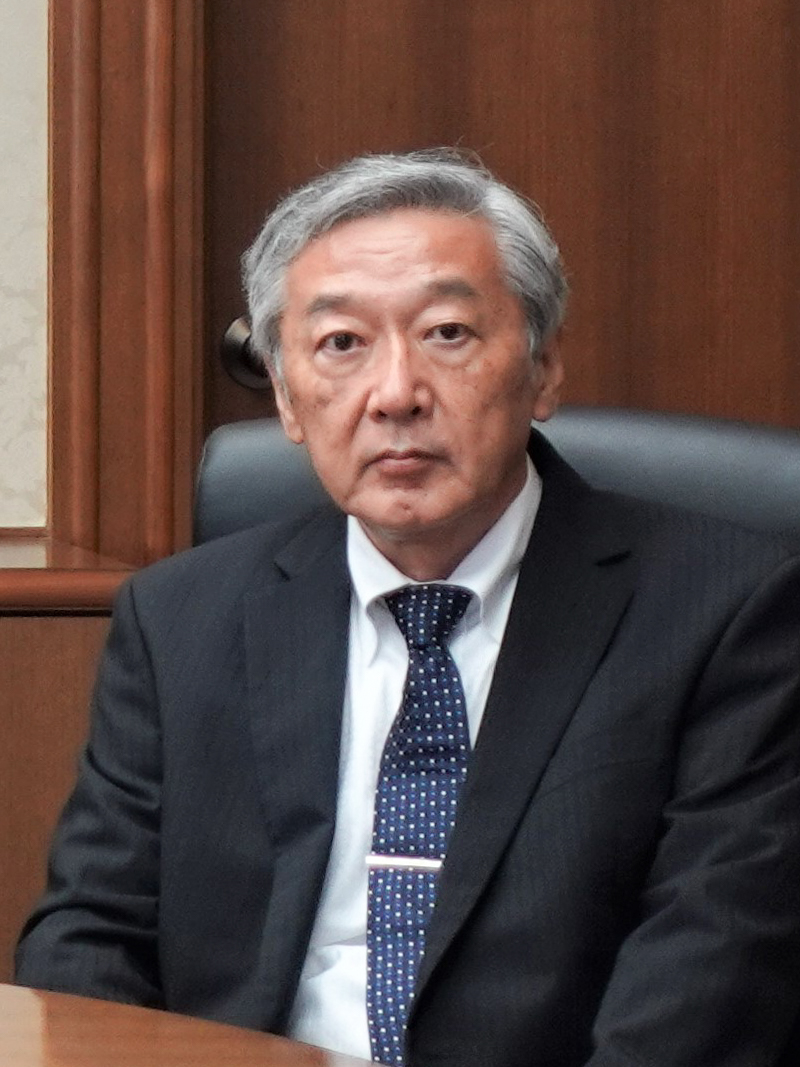
2022年7月5日撮影

𠮷田 安志（よしだ やすし、1960年9月3日 - ）は、日本の検察官。東京地方検察庁特捜部長、名古屋地方検察庁検事正、さいたま地方検察庁検事正を経て、公正取引委員会委員。

## 来歴・人物
愛知県名古屋市出身。中央大学法学部卒業。1989年検察官任官。同期に齋藤隆博（東京地検特捜部長等歴任）や、佐賀元明（元大阪地検特捜部副部長）等。東京地方検察庁特別捜査部勤務が長く、同部副部長として、UH-X談合事件を手掛けるなどしたのち、東京高等検察庁検事を経て、2013年仙台地方検察庁次席検事。
東京地方検察庁交通部長を経て、2015年東京地方検察庁公判部長。2016年から東京地方検察庁特別捜査部長を務め、ソニーLSIデザイン架空・水増し発注事件などを手掛けた。2017年新潟地方検察庁検事正。2018年最高検察庁検事。2019年最高検察庁監察指導部長。2020年名古屋地方検察庁検事正。2021年さいたま地方検察庁検事正。法務省を退職し、2022年公正取引委員会委員。